# Kapski burnjak
Kapski burnjak je jedina vrsta ptica roda Daption iz porodice zovoja. Ovo je uobičajena vrsta morske ptice s populacijom velikom oko 2 milijuna. Žive na Antarktici, subantarktičkim otocima, u Australiji, Novom Zelandu i Južnoj Africi. Prema IUCN-u ova ptica je ocjenjena kao vrsta sa smanjenim rizikom.

## Opis
Ima crnu glavu i vrat, te bijeli trbuh i prsa. Leđa su joj crno-bijele boje. Duga je 39 cm, a raspon krila joj je 86 cm. Teška je oko 440 grama. Hrani se rakovima, ribama i lignjama koji čine gotovo 80 % prehrane ove ptice. Životni vijek joj je 15-20 godina.

### Razmnožavanje
Ove ptice se gnijezde na liticama u studenom ili početkom prosinca. Gnijezdišta su najčešće smještena u pukotinama stijena, te se u njima nalazi uvijek jedno jaje bijele boje iz kojega se izlegne mladi ptić. Oba roditelja se brinu za njega i daju mu hranu. Ptić dobiva perje oko ožujka. Spolnu zrelost stiče s 5 godina.